# Chalhuanca
Chalhuanca ist die Hauptstadt der Provinz Aymaraes in der Region Apurímac in Südzentral-Peru. Die Stadt ist Verwaltungssitz des gleichnamigen Distrikts. Beim Zensus 2017 wurden 4297 Einwohner gezählt. 10 Jahre zuvor lag die Einwohnerzahl bei 3641.
Die Stadt liegt etwa 85 km südwestlich der Regionshauptstadt Abancay am Fluss Río Chalhuanca im Andenhochland auf einer Höhe von 2888 m. 

## In Chalhuanca geboren
- Fredy Roncalla (* 1953), Dichter und Schriftsteller
- Dina Boluarte (* 1962), Präsidentin von Peru